# Bayou des Cannes
Pour les articles homonymes, voir Canne et Cannes.
Ne doit pas être confondu avec Rivière aux Cannes.

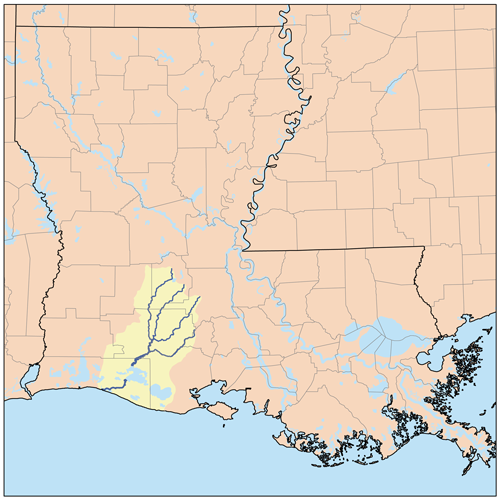
Carte du bassin fluvial de la rivière Mermentau et ses 4 principaux affluents (de gauche à droite) Bayou Nezpiqué, Bayou des Cannes, Bayou Plaquemine Brûlé, et Bayou Queue de Tortue.

Bayou des Cannes est un cours d'eau qui coule dans le sud de la Louisiane aux États-Unis. Il est un affluent de la rivière Mermentau.
Le bayou des Cannes mesure 80 kilomètres de long. Il est navigable dans sa partie aval près de sa confluence avec la rivière Mermentau.
Au XVIIIe siècle des Acadiens chassés d'Acadie lors de la déportation des Acadiens, s'installent sur les bords du bayou des Cannes qu'ils nomment ainsi en raison des nombreux roseaux qui poussent le long de ce bayou.
Dans les années 1930, une station de pompage fut construite sur le bayou des Cannes à la hauteur de Pointe-Aux-Loups. Cette station permit d'irriguer les exploitations rizicoles locales.